# Saint-Genès-Champanelle
Saint-Genès-Champanelle är en kommun i departementet Puy-de-Dôme i regionen Auvergne-Rhône-Alpes i centrala Frankrike. Kommunen ligger i kantonen Beaumont som tillhör arrondissementet Clermont-Ferrand. År 2022 hade Saint-Genès-Champanelle 3 974 invånare.

## Befolkningsutveckling
Antalet invånare i kommunen Saint-Genès-Champanelle
| Referens: INSEE |